# Campeonato Mundial de Natación en Piscina Corta de 2012

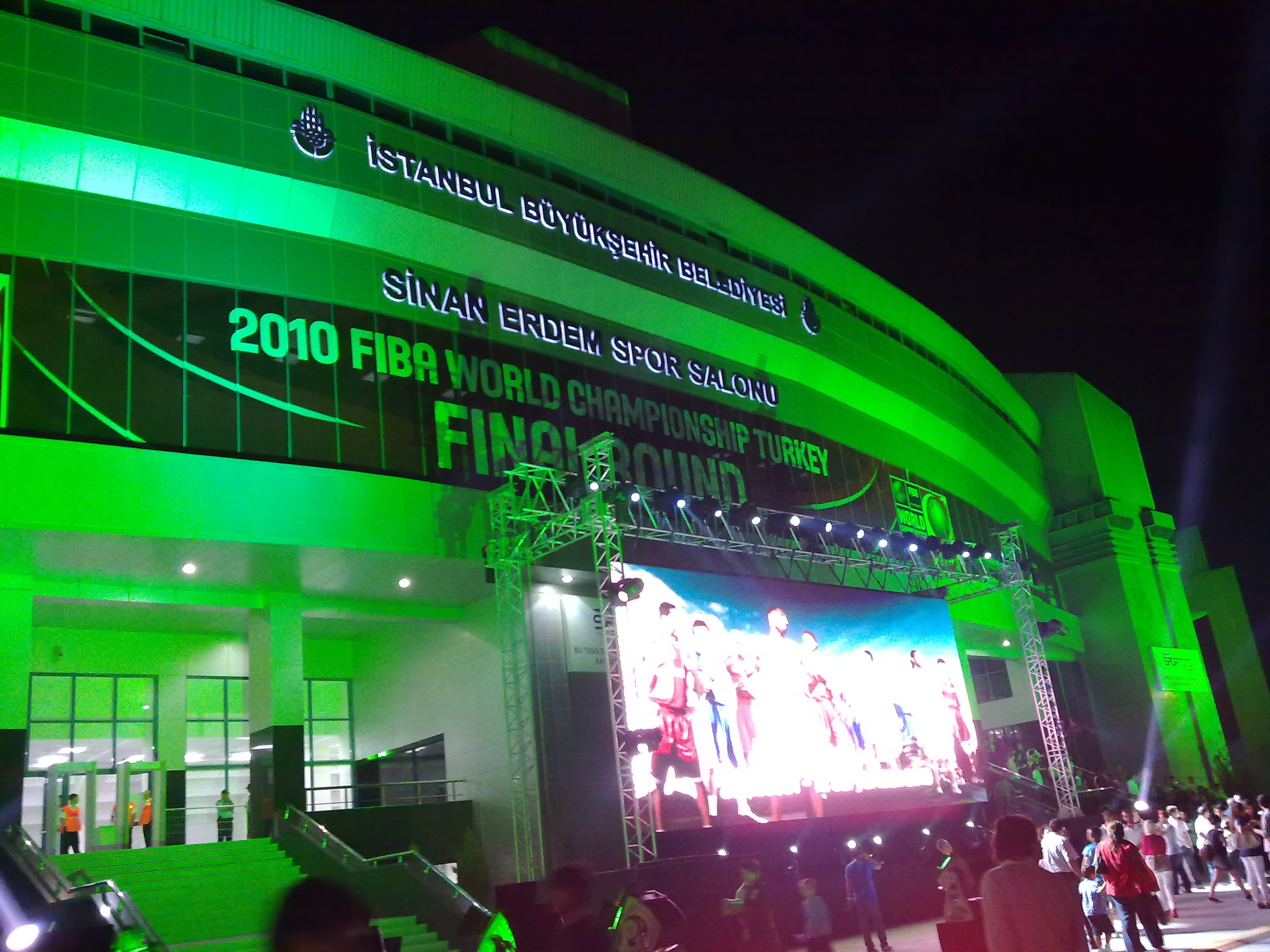
Imagen del Pabellón Sinam Erdem en 2010.

El XI Campeonato Mundial de Natación en Piscina Corta se celebró en Estambul (Turquía) entre el 12 y el 16 de diciembre de 2012 bajo la organización de la Federación Internacional de Natación (FINA) y la Federación Turca de Natación. 
Las competiciones se realizaron en una piscina temporal instalada en el Pabellón Sinan Erdem de la ciudad turca. 

## Resultados

### Masculino
| Evento                    | Oro                                                                            | Plata                                                                                            | Bronce                                                                                            |
| ------------------------- | ------------------------------------------------------------------------------ | ------------------------------------------------------------------------------------------------ | ------------------------------------------------------------------------------------------------- |
| 50 m libre (14.12)        | Vladimir Morozov · Rusia · 20,55                                               | Florent Manaudou Francia 20,88                                                                   | Anthony Ervin Estados Unidos 20,99                                                                |
| 100 m libre (16.12)       | Vladimir Morozov · Rusia · 45,65                                               | Tommaso D'Orsogna Australia 46,80                                                                | Yevgueni Lagunov · Rusia · 46,81                                                                  |
| 200 m libre (12.12)       | Ryan Lochte Estados Unidos 1:41,92                                             | Paul Biedermann · Alemania · 1:42,07                                                             | Conor Dwyer Estados Unidos 1:43,78                                                                |
| 400 m libre (14.12)       | Paul Biedermann · Alemania · 3:39,15                                           | Hao Yun China 3:39,48                                                                            | Matthew Stanley Nueva Zelanda 3:41,01                                                             |
| 1500 m libre (16.12)      | Mads Glæsner Dinamarca 14:30,01                                                | Gregorio Paltrinieri · Italia · 14:31,13                                                         | Pál Joensen Islas Feroe 14:36,93                                                                  |
| 50 m espalda (15.12)      | Robert Hurley Australia 23,04                                                  | Matthew Grevers Estados Unidos 23,17                                                             | Stanislav Donets · Rusia · 23,19                                                                  |
| 100 m espalda (13.12)     | Matthew Grevers Estados Unidos 49,89                                           | Stanislav Donets · Rusia · 49,91                                                                 | Guilherme Guido · Brasil · 50,50                                                                  |
| 200 m espalda (16.12)     | Radosław Kawęcki · Polonia · 1:48,48                                           | Ryan Lochte Estados Unidos 1:48,50                                                               | Ryan Murphy Estados Unidos 1:48,86                                                                |
| 50 m braza (16.12)        | Aleksander Hetland · Noruega · 26,30                                           | Damir Dugonjič Eslovenia 26,32                                                                   | Florent Manaudou Francia 26,33                                                                    |
| 100 m braza (13.12)       | Fabio Scozzoli · Italia · 57,10                                                | Damir Dugonjič Eslovenia 57,32                                                                   | Kevin Cordes Estados Unidos 57,83                                                                 |
| 200 m braza (14.12)       | Dániel Gyurta · Hungría · 2:01,35                                              | Michael Jamieson Reino Unido 2:03,00                                                             | Viacheslav Sinkevich · Rusia · 2:03,08                                                            |
| 50 m mariposa (15.12)     | Nicholas Santos · Brasil · 22,22                                               | Chad le Clos Sudáfrica 22,26                                                                     | Thomas Shields Estados Unidos 22,46                                                               |
| 100 m mariposa (13.12)    | Chad le Clos Sudáfrica 48,82                                                   | Thomas Shields Estados Unidos 49,54                                                              | Ryan Lochte Estados Unidos 49,59                                                                  |
| 200 m mariposa (16.12)    | Kazuya Kaneda Japón 1:51,01                                                    | László Cseh · Hungría · 1:51,66                                                                  | Nikolai Skvortsov · Rusia · 1:52,33                                                               |
| 100 m estilos (16.12)     | Ryan Lochte Estados Unidos 51,21                                               | Kenneth To Australia 51,38                                                                       | George Bovell Trinidad y Tobago 51,66                                                             |
| 200 m estilos (14.12)     | Ryan Lochte Estados Unidos 1:49,63 RM                                          | Daiya Seto Japón 1:52,80                                                                         | László Cseh · Hungría · 1:52,89                                                                   |
| 400 m estilos (13.12)     | Daiya Seto Japón 3:59,15                                                       | László Cseh · Hungría · 4:00,50                                                                  | Dávid Verrasztó · Hungría · 4:02,87                                                               |
| 4 × 100 m libre (12.12)   | Estados Unidos Anthony Ervin Ryan Lochte James Feigen Matthew Grevers 3:06,40  | Italia · Luca Dotto · Marco Orsi · Michele Santucci · Filippo Magnini · 3:07,07                  | Australia Tommaso D'Orsogna Kyle Richardson Travis Mahoney Kenneth To 3:07,27                     |
| 4 × 200 m libre (13.12)   | Estados Unidos Ryan Lochte Conor Dwyer Michael Klueh Matthew McLean 6:51,40    | Australia Tommaso D'Orsogna Jarrod Killey Kyle Richardson Robert Hurley 6:52,29                  | Alemania · Paul Biedermann · Dimitri Colupaev · Christoph Fildebrandt · Yannick Lebherz · 6:53,22 |
| 4 × 100 m estilos (16.12) | Estados Unidos Matthew Grevers Kevin Cordes Thomas Shields Ryan Lochte 3:21,03 | Rusia · Stanislav Donets · Viacheslav Sinkevich · Nikolai Skvortsov · Vladimir Morozov · 3:22,86 | Australia Robert Hurley Kenneth To Grant Irvine Tommaso D'Orsogna 3:24,77                         |

- RM – Récord mundial

1. 1 2  Al nadador danés Mads Glæsner le fueron retiradas sus dos medallas: oro en los 1500 m estilo libre y bronce en los 400 m libre al dar positivo en un control antidopaje.[1]  Posteriormente, el nadador recurrió la sentencia en el TAS y este le restauró la medalla en los 1500 m, pero no la de los 400 m.[2]

### Femenino
| Evento                    | Oro                                                                                            | Plata                                                                                  | Bronce                                                                                   |
| ------------------------- | ---------------------------------------------------------------------------------------------- | -------------------------------------------------------------------------------------- | ---------------------------------------------------------------------------------------- |
| 50 m libre (16.12)        | Aliaxandra Herasimenia · Bielorrusia · 23,64                                                   | Francesca Halsall Reino Unido 23,87                                                    | Jeanette Ottesen Dinamarca 24,00                                                         |
| 100 m libre (14.12)       | Britta Steffen · Alemania · 52,31                                                              | Megan Romano Estados Unidos 52,48                                                      | Tang Yi China 52,73                                                                      |
| 200 m libre (16.12)       | Allison Schmitt Estados Unidos 1:53,59                                                         | Katinka Hosszú · Hungría · 1:54,31                                                     | Melanie Costa Schmid · España · 1:54,45                                                  |
| 400 m libre (14.12)       | Melanie Costa Schmid · España · 4:01,18                                                        | Chloe Sutton Estados Unidos 4:01,20                                                    | Lauren Boyle Nueva Zelanda 4:01,24                                                       |
| 800 m libre (13.12)       | Lauren Boyle Nueva Zelanda 8:08,62                                                             | Lotte Friis Dinamarca 8:10,99                                                          | Chloe Sutton Estados Unidos 8:15,53                                                      |
| 50 m espalda (16.12)      | Zhao Jing China 25,95                                                                          | Olivia Smoliga Estados Unidos 26,13                                                    | Aleksandra Urbańczyk · Polonia · 26,50                                                   |
| 100 m espalda (13.12)     | Olivia Smoliga Estados Unidos 56,64                                                            | Mie Østergaard Nielsen Dinamarca 57,07                                                 | Simona Baumrtová · República Checa · 57,18                                               |
| 200 m espalda (14.12)     | Daryna Zevina · Ucrania · 2:02,24                                                              | Bonnie Brandon Estados Unidos 2:03,19                                                  | Duane Da Rocha · España · 2:04,15                                                        |
| 50 m braza (13.12)        | Rūta Meilutytė · Lituania · 29,44                                                              | Alia Atkinson Jamaica 29,67                                                            | Sarah Katsoulis Australia 29,94                                                          |
| 100 m braza (15.12)       | Rūta Meilutytė · Lituania · 1:03,52                                                            | Alia Atkinson Jamaica 1:03,80                                                          | Rikke Møller Pedersen Dinamarca 1:04,05                                                  |
| 200 m braza (16.12)       | Rikke Møller Pedersen Dinamarca 2:16,08                                                        | Laura Sogar Estados Unidos 2:16,93                                                     | Kanako Watanabe Japón 2:19,39                                                            |
| 50 m mariposa (14.12)     | Lu Ying China 25,14                                                                            | Jiao Liuyang China 25,23                                                               | Jeanette Ottesen Dinamarca 25,55                                                         |
| 100 m mariposa (16.12)    | Ilaria Bianchi · Italia · 56,13                                                                | Liu Zige China 56,58                                                                   | Jemma Lowe Reino Unido 56,66                                                             |
| 200 m mariposa (12.12)    | Katinka Hosszú · Hungría · 2:02,20                                                             | Jiao Liuyang China 2:02,28                                                             | Jemma Lowe Reino Unido 2:03,19                                                           |
| 100 m estilos (14.12)     | Katinka Hosszú · Hungría · 1:58,44                                                             | Rūta Meilutytė · Lituania · 1:58,79                                                    | Zhao Jing China 1:58,80                                                                  |
| 200 m estilos (15.12)     | Ye Shiwen China 2:04,64                                                                        | Katinka Hosszú · Hungría · 2:04,72                                                     | Hannah Miley Reino Unido 2:07,12                                                         |
| 400 m estilos (12.12)     | Hannah Miley Reino Unido 4:23,14                                                               | Ye Shiwen China 4:23,33                                                                | Katinka Hosszú · Hungría · 4:25,95                                                       |
| 4 × 100 m libre (15.12)   | Estados Unidos Megan Romano Jessica Hardy Lia Neal Allison Schmitt 3:31,01                     | Australia Angie Bainbridge Marieke Guehrer Brianna Throssell Sally Foster 3:32,90      | Dinamarca Mie Østergaard Nielsen Pernille Blume Kelly Rasmussen Jeanette Ottesen 3:33,51 |
| 4 × 200 m libre (12.12)   | Estados Unidos Megan Romano Chelsea Chenault Shannon Vreeland Allison Schmitt 7:39,25          | Rusia · Veronika Popova · Yelena Sokolova · Daria Beliakina · Xeniya Yuskova · 7:42,77 | China Qiu Yuhan Pang Jiaying Guo Junjun Tang Yi 7:43,26                                  |
| 4 × 100 m estilos (14.12) | Dinamarca Mie Østergaard Nielsen Rikke Møller Pedersen Jeanette Ottesen Pernille Blume 3:49,87 | Australia Rachel Goh Sarah Katsoulis Marieke Guehrer Angie Bainbridge 3:50,88          | Estados Unidos Olivia Smoliga Jessica Hardy Claire Donahue Megan Romano 3:51,43          |

- RM – Récord mundial

## Medallero
| Núm. | País              | Oro | Plata | Bronce | Total |
| ---- | ----------------- | --- | ----- | ------ | ----- |
| 1    | Estados Unidos    | 11  | 8     | 8      | 27    |
| 2    | China             | 3   | 5     | 3      | 11    |
| 3    | Hungría           | 3   | 4     | 3      | 10    |
| 4    | Dinamarca         | 3   | 2     | 4      | 9     |
| 5    | Rusia             | 2   | 3     | 4      | 9     |
| 6    | Italia            | 2   | 2     | 0      | 4     |
| 7    | Alemania          | 2   | 1     | 1      | 4     |
| 7    | Japón             | 2   | 1     | 1      | 4     |
| 9    | Lituania          | 2   | 1     | 0      | 3     |
| 10   | Australia         | 1   | 6     | 2      | 9     |
| 11   | Reino Unido       | 1   | 2     | 3      | 6     |
| 12   | Sudáfrica         | 1   | 1     | 0      | 2     |
| 13   | España            | 1   | 0     | 2      | 3     |
| 13   | Nueva Zelanda     | 1   | 0     | 2      | 3     |
| 15   | Brasil            | 1   | 0     | 1      | 2     |
| 15   | Polonia           | 1   | 0     | 1      | 2     |
| 17   | Bielorrusia       | 1   | 0     | 0      | 1     |
| 17   | Noruega           | 1   | 0     | 0      | 1     |
| 17   | Ucrania           | 1   | 0     | 0      | 1     |
| 20   | Eslovenia         | 0   | 2     | 0      | 2     |
| 20   | Jamaica           | 0   | 2     | 0      | 2     |
| 22   | Francia           | 0   | 1     | 1      | 2     |
| 23   | Islas Feroe       | 0   | 0     | 1      | 1     |
| 23   | República Checa   | 0   | 0     | 1      | 1     |
| 23   | Trinidad y Tobago | 0   | 0     | 1      | 1     |
|      | TOTAL             | 40  | 40    | 40     | 120   |